# Majidea zanguebarica
Espèce
Classification APG III (2009)
Synonymes
- Cossinia madagascariensis Baill.
- Harpullia madagascariensis (Baill.) Radlk.
- Majidea madagascariensis (Baill.) Radlk.

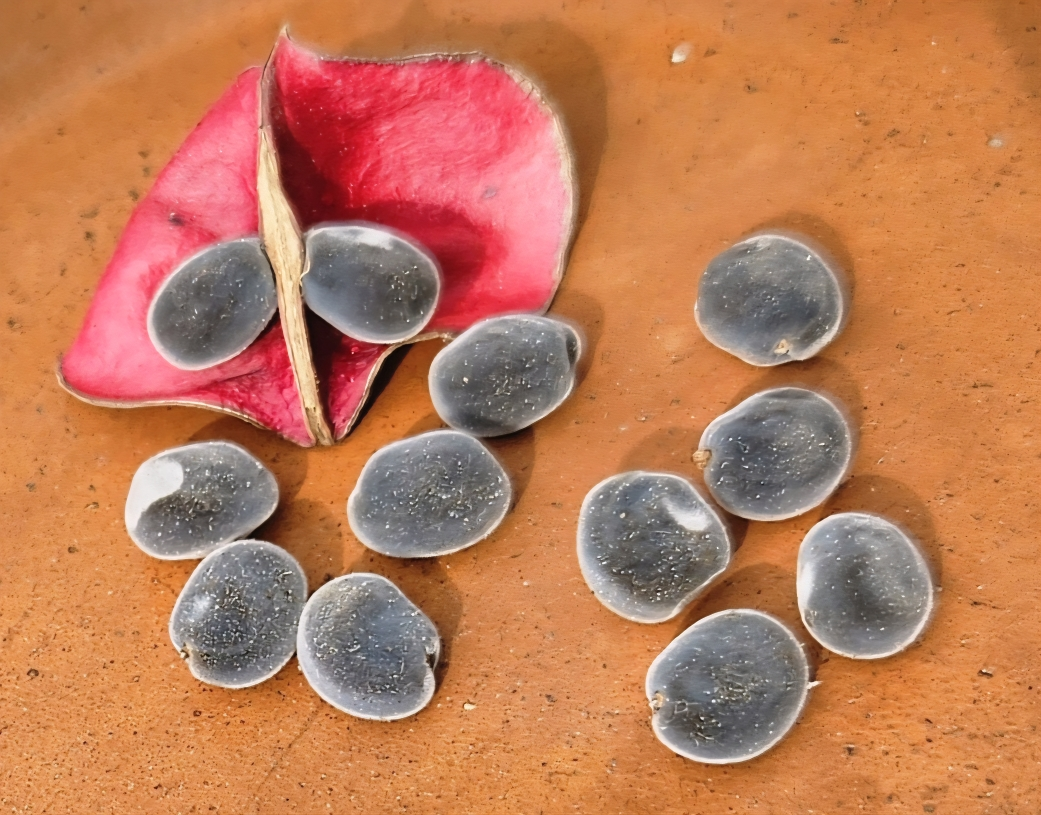
Perles de Zanzibar. Graines veloutées de Majidea zanguebarica

Majidea zangueberica est un petit arbre de la famille des Sapindaceae, originaire d' Afrique de l'Est et pouvant atteindre 5 mètres de haut.
On le désigne sous le nom de « perle de Zanzibar », ou en anglais « mgambo tree », « black pearl tree » ou « velvet seed tree ».

## Description
Ce petit arbre présente un houppier arrondi portant un feuillage brillant. Les feuilles sont composées pennées avec jusqu'à 10 paires de folioles elliptiques, mesurant chacun 5-7 cm de long pour 2-3 cm de large. Il produit des grappes de fleurs ou des panicules denses. Ses petites fleurs parfumées sont vert-rouge. Le fruit est une capsule ronde à trois loges, mesurant 3 cm de long. À maturité, le fruit se fend en trois, exposant son revêtement intérieur rouge vif, et ses graines globuleuses veloutées, de couleur bleu-grisâtre (à l'origine de ses appellations).

## Usages
Majidea zangueberica est souvent cultivé dans les jardins tropicaux comme plante ornementale. Il peut être planté en pleine terre dans les zones épargnées par le gel. Sous les climats plus défavorables, il peut être cultivé en pot comme plante d'intérieur. 
Les graines sont souvent utilisées pour confectionner des bijoux artisanaux. 
Les capsules séchées sont employées dans des compositions florales, des bouquets secs et des pot-pourri décoratifs.

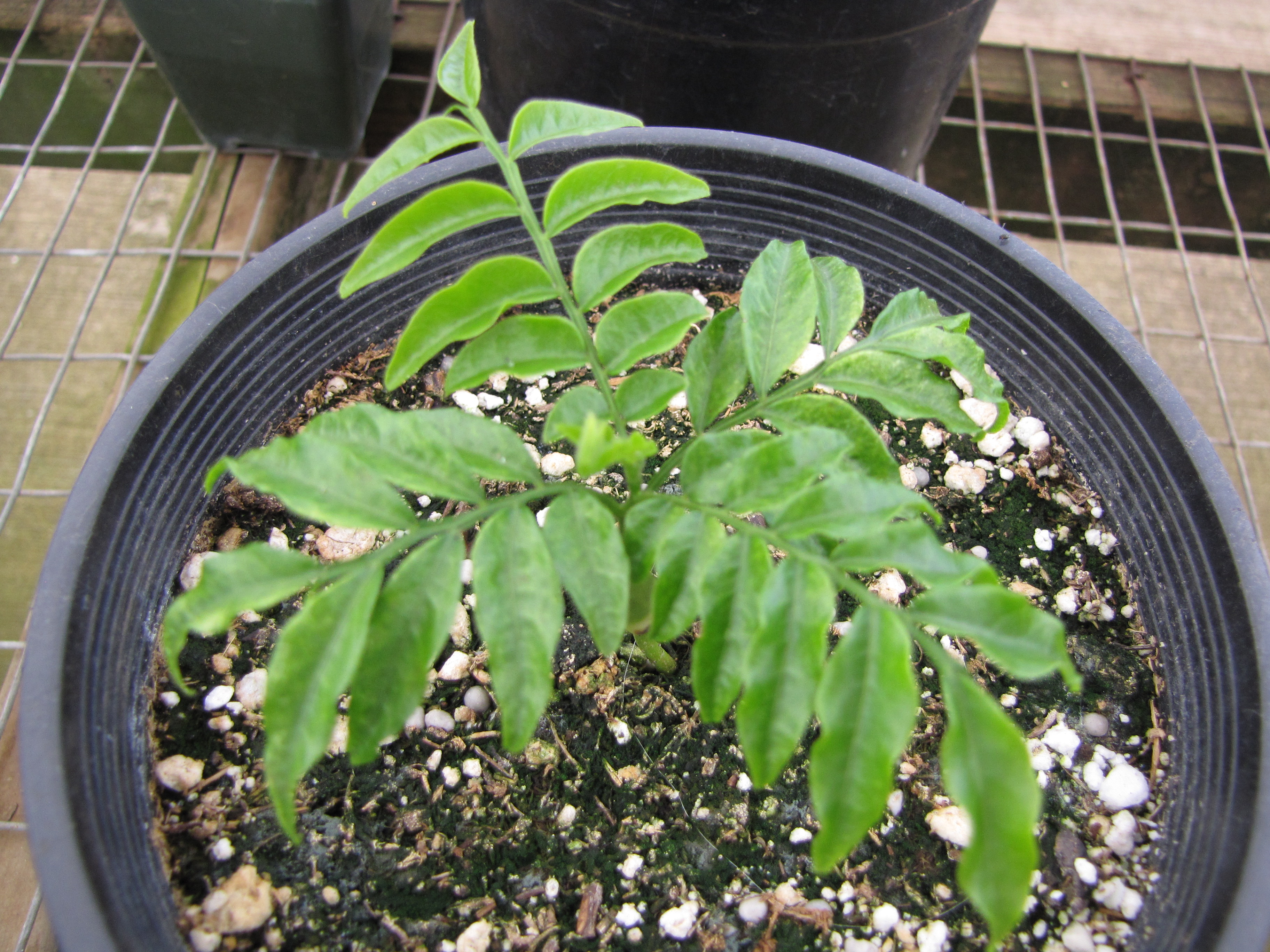
plantule de Majidea zanguebarica
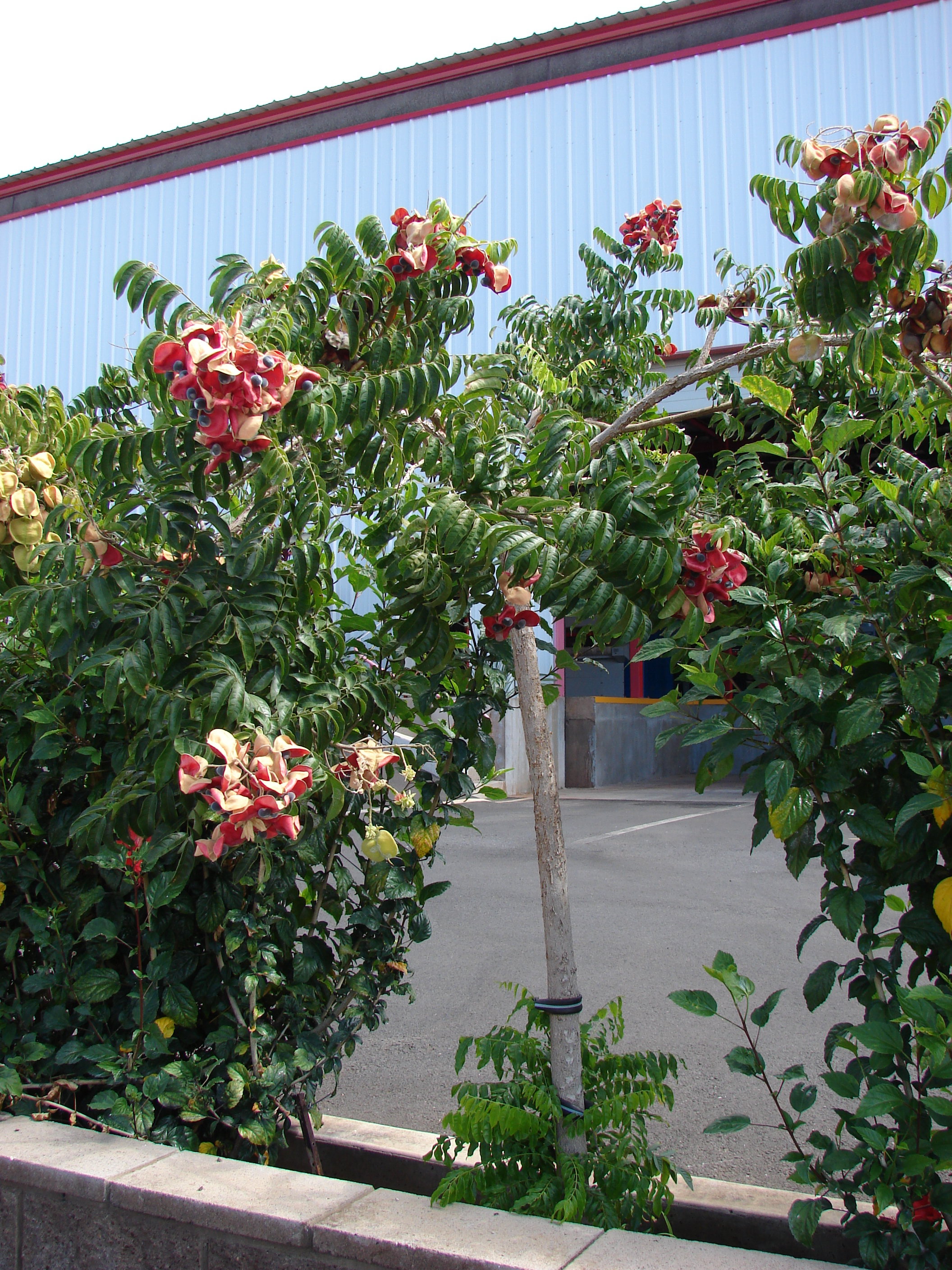
Majidea zanguebarica planté en arbre d'alignement
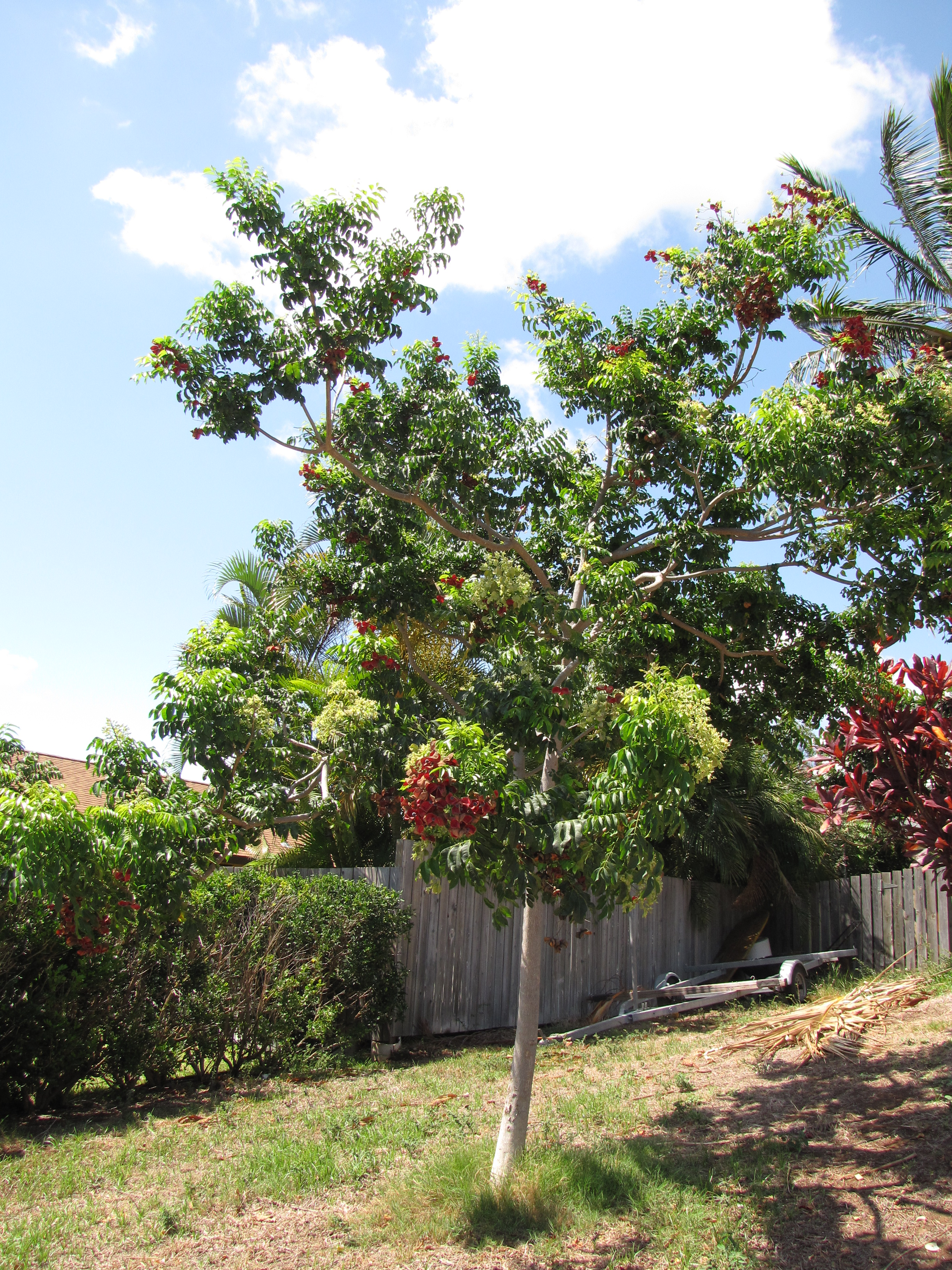
Majidea zanguebarica dans un jardin
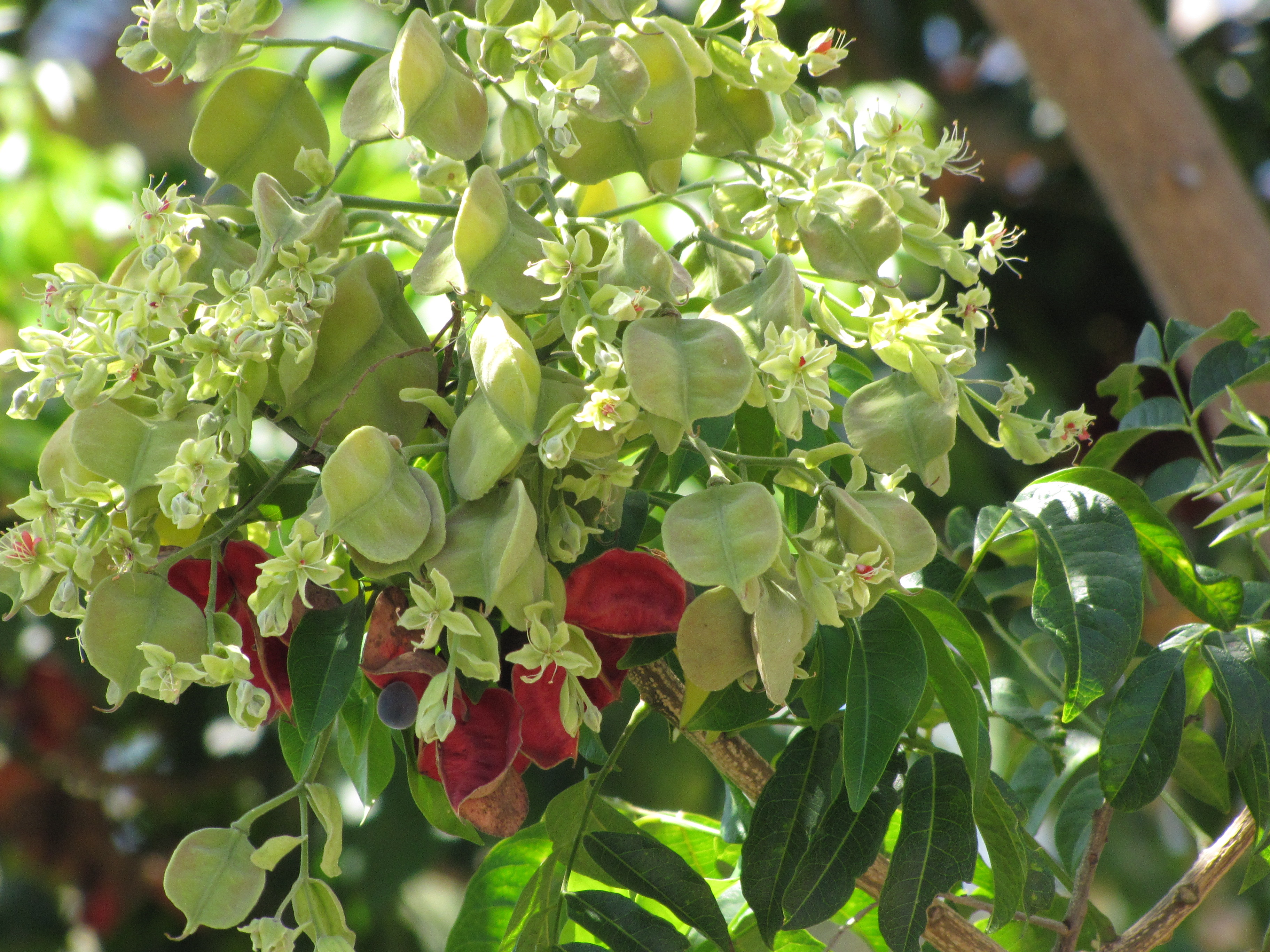
inflorescence de Majidea zanguebarica
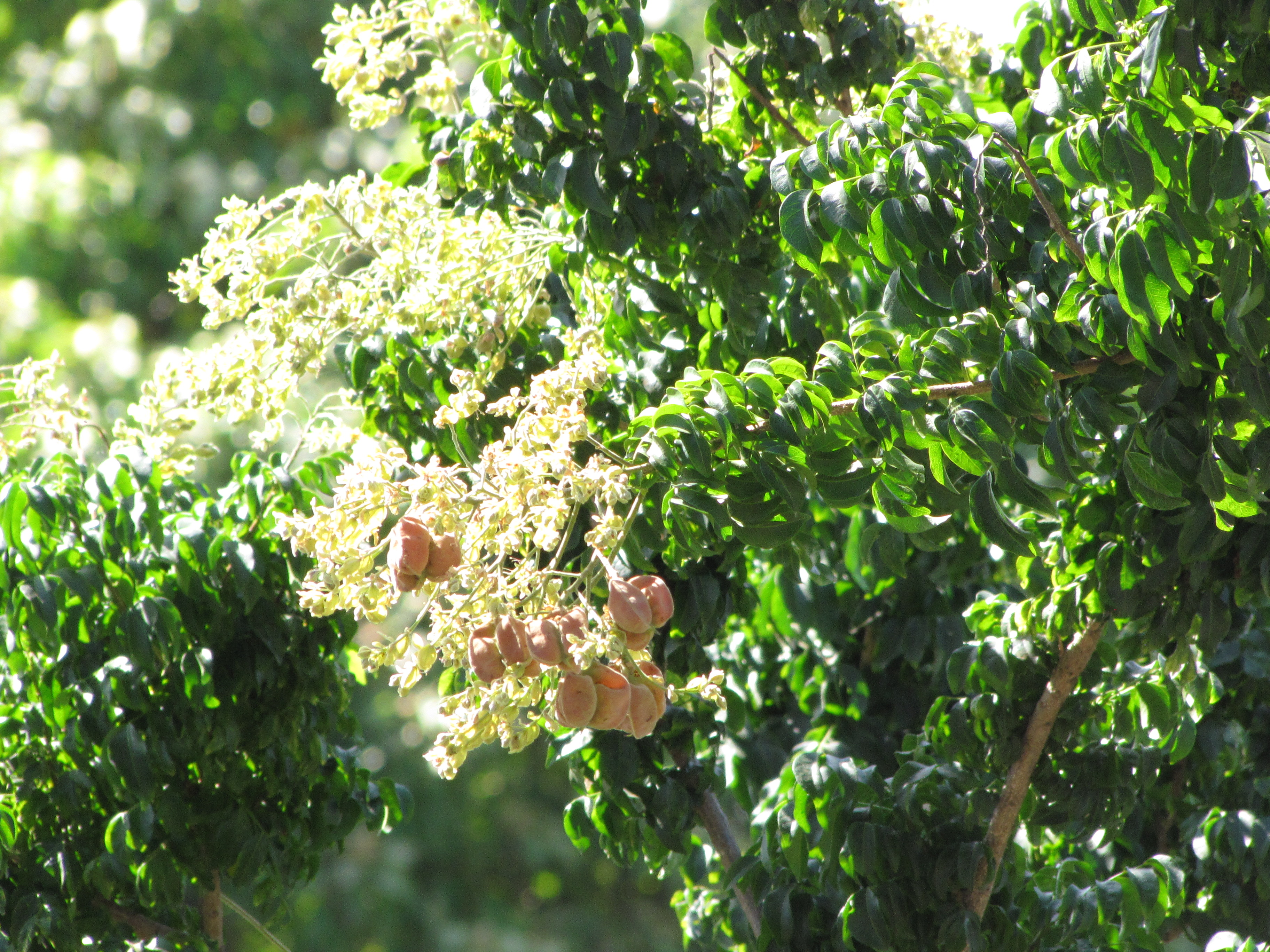
inflorescence de Majidea zanguebarica
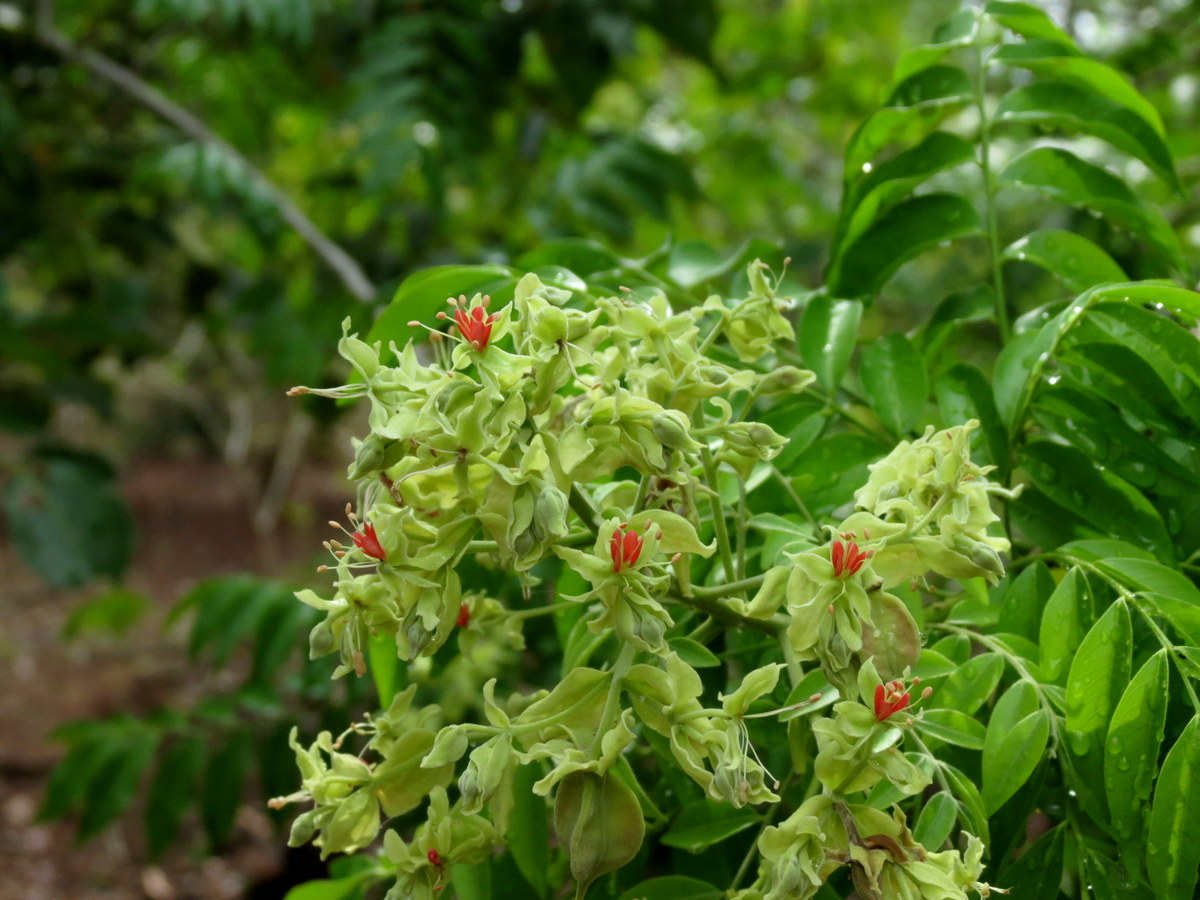
fleurs de Majidea zanguebarica
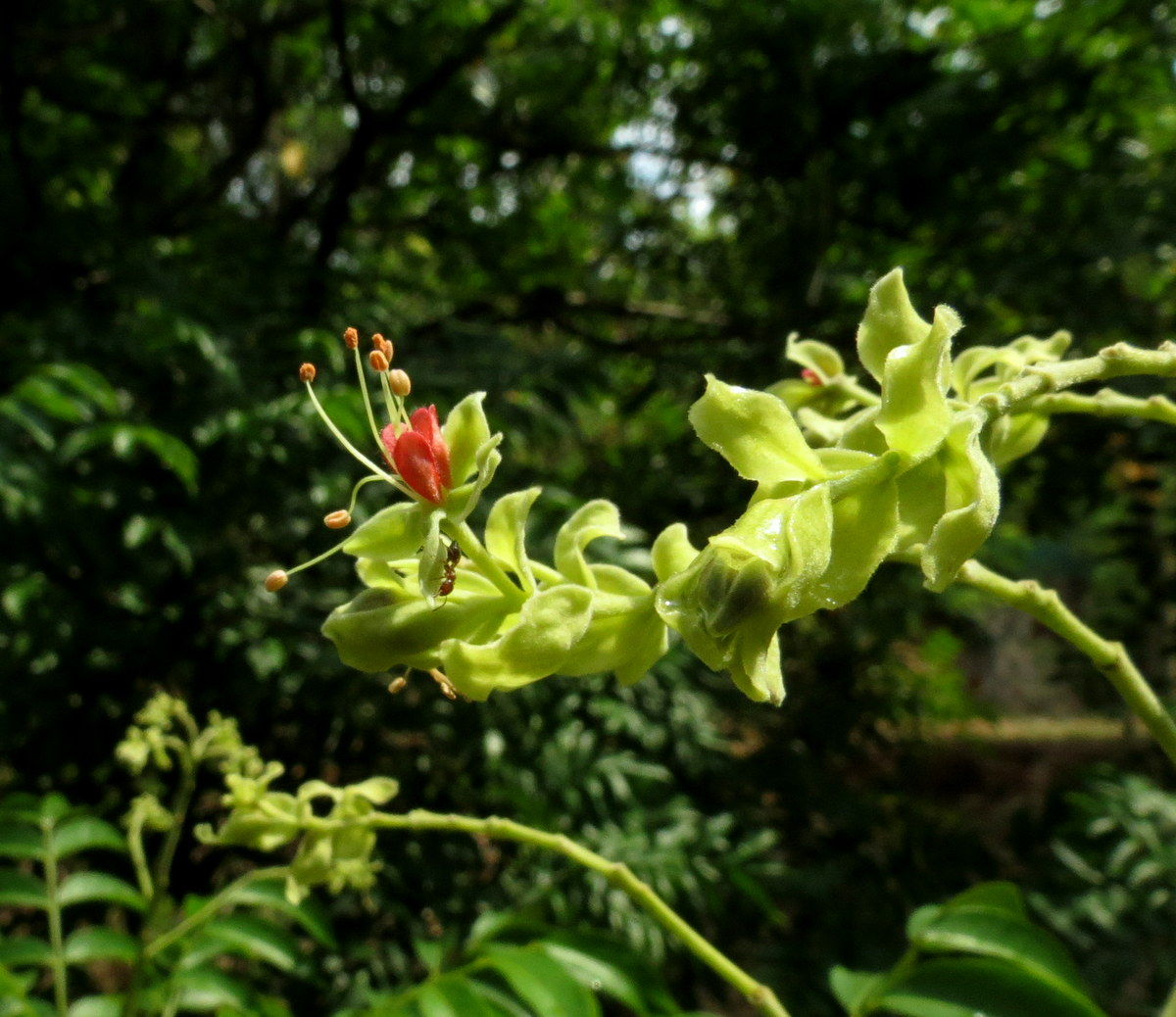
fleurs de Majidea zanguebarica
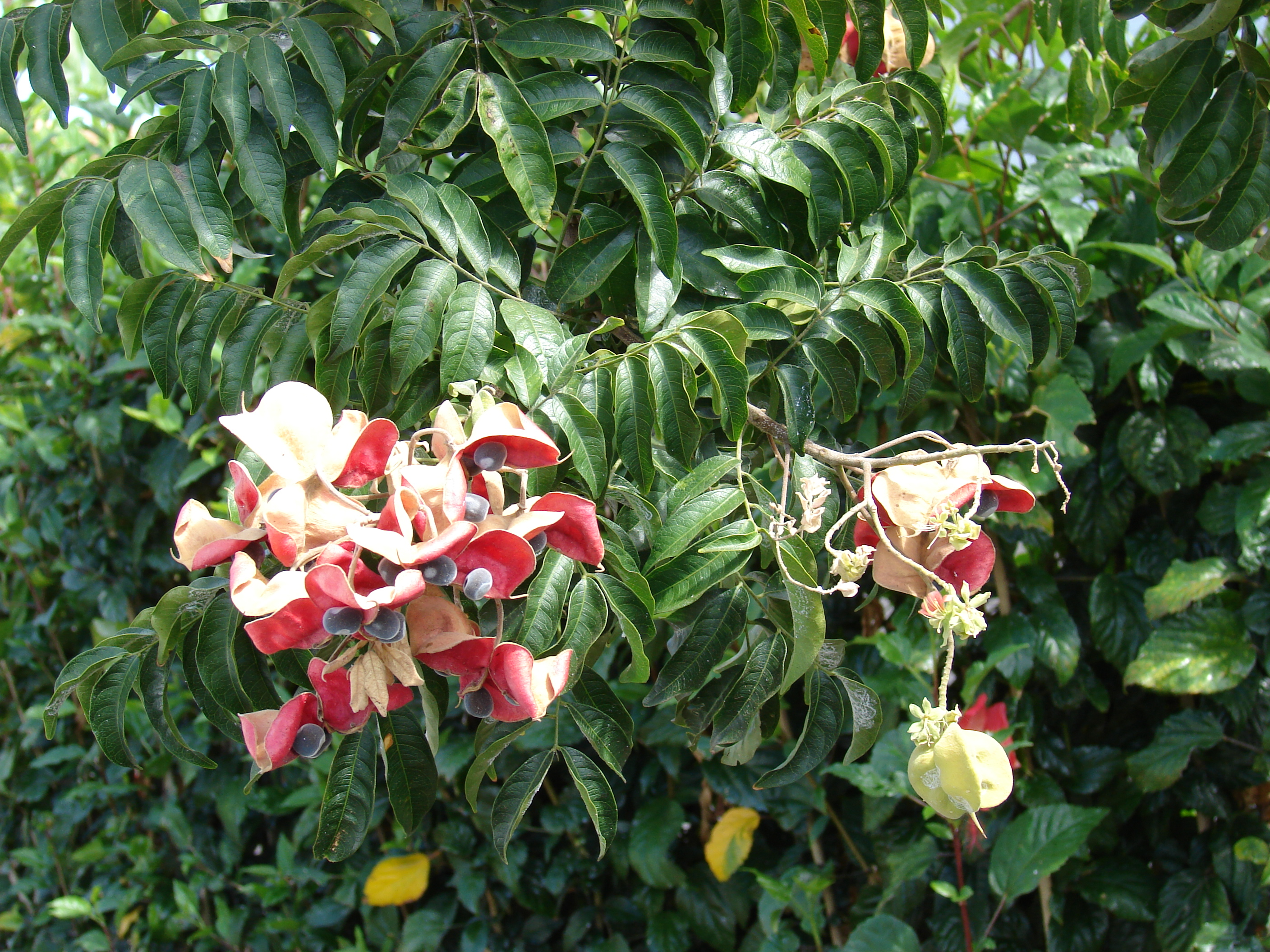
infrutescence de Majidea zanguebarica
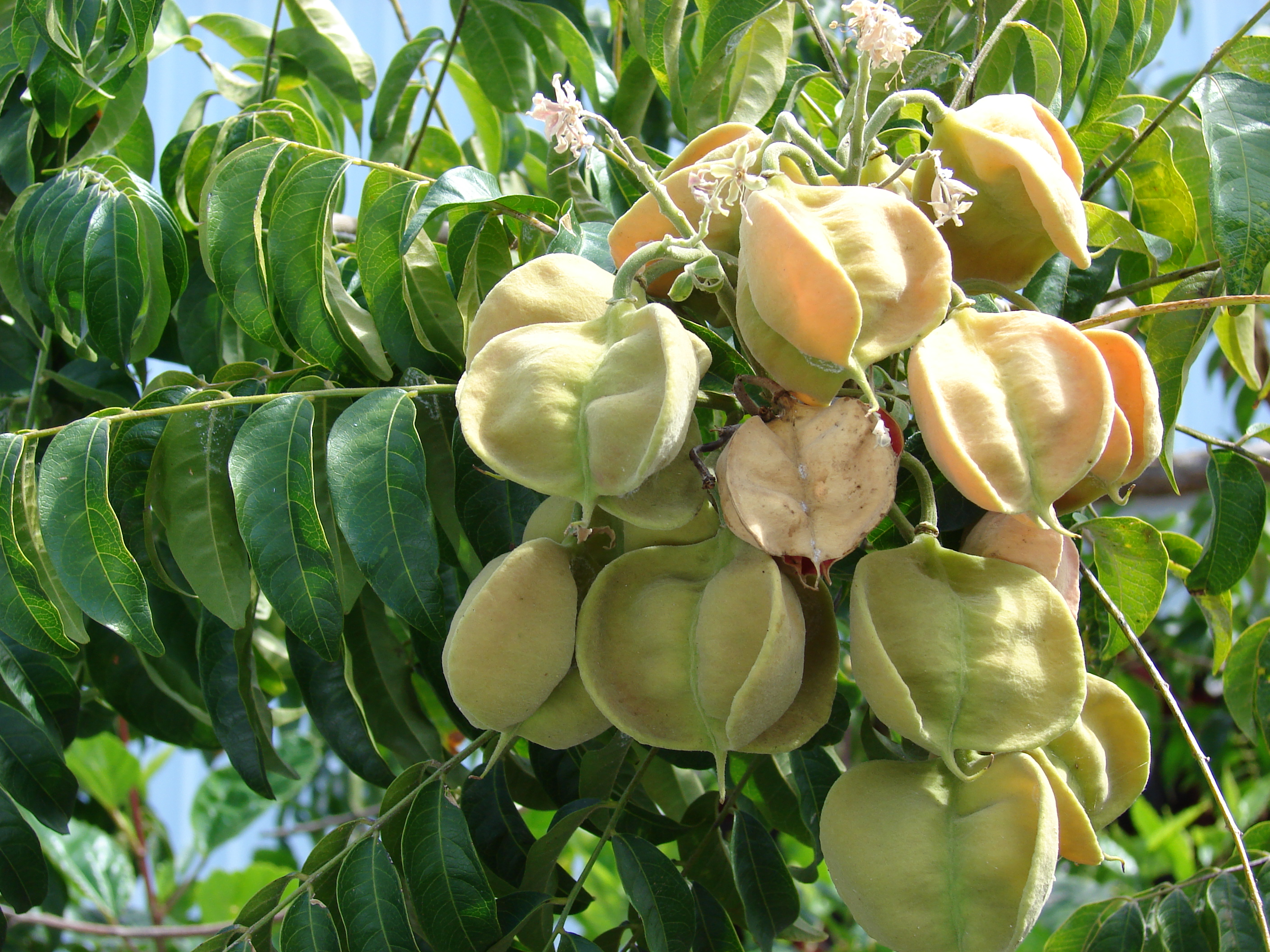
capsules immatures de Majidea zanguebarica
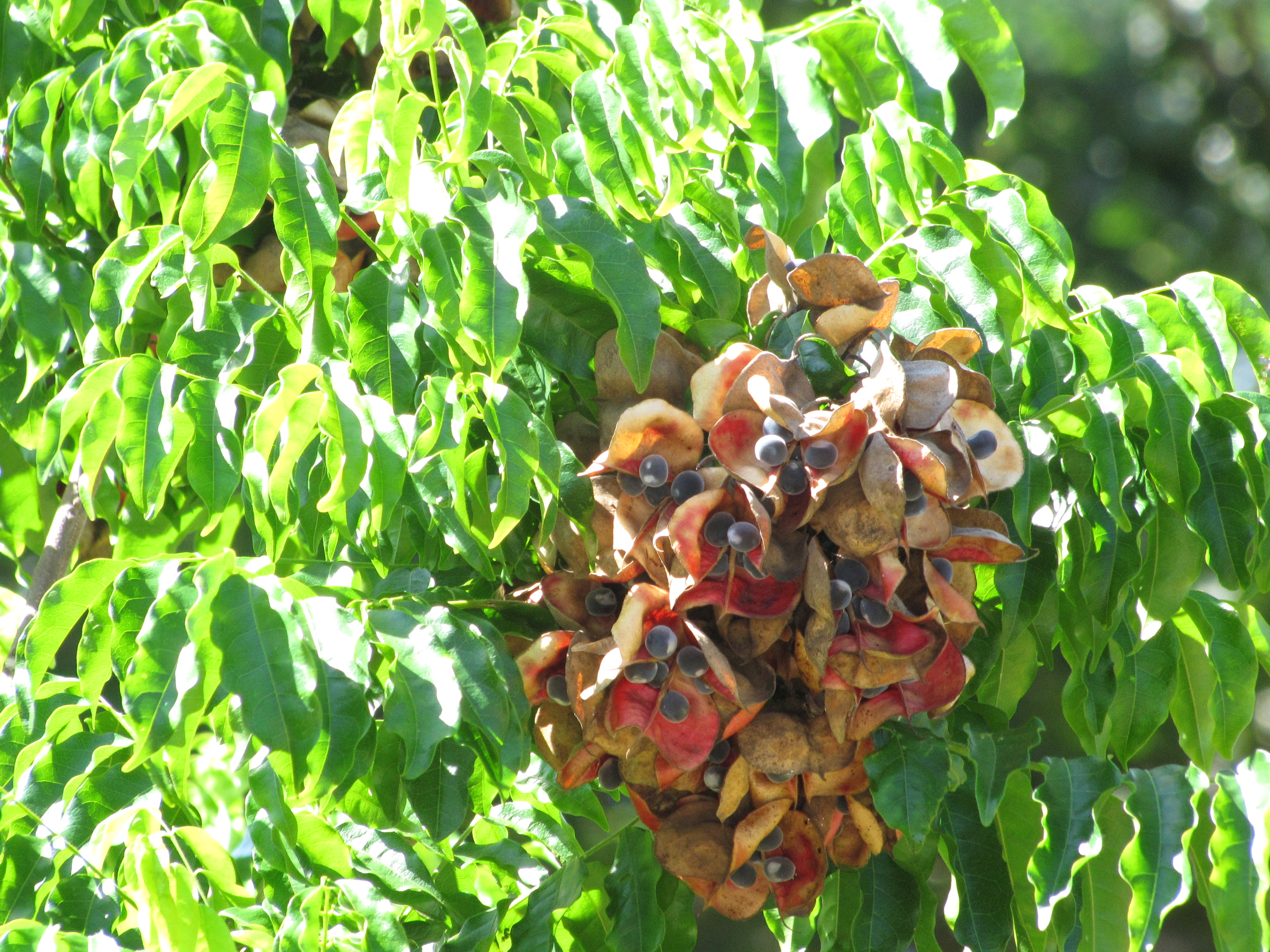
fruits ouverts de Majidea zanguebarica
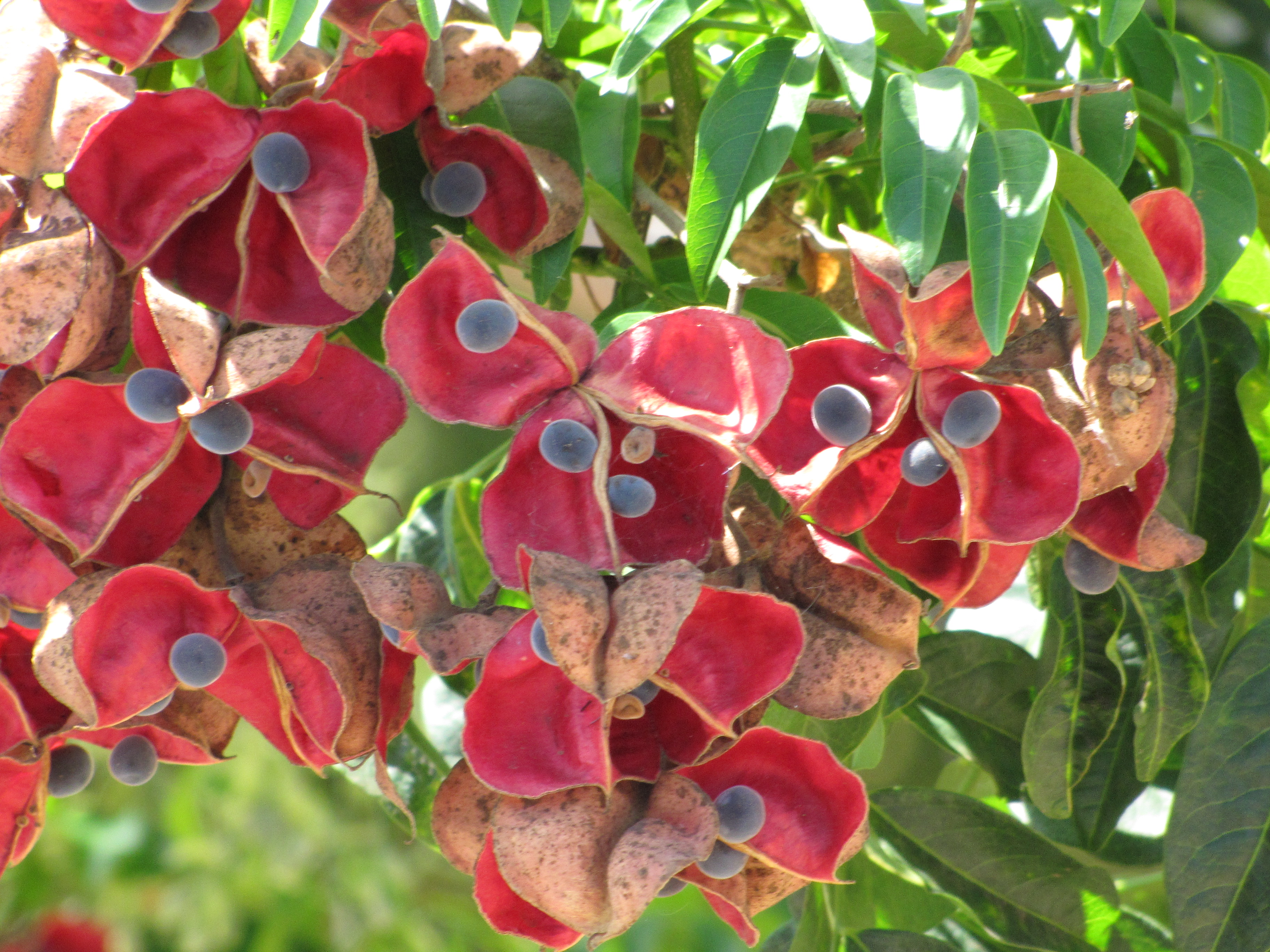
fruits ouverts de Majidea zanguebarica
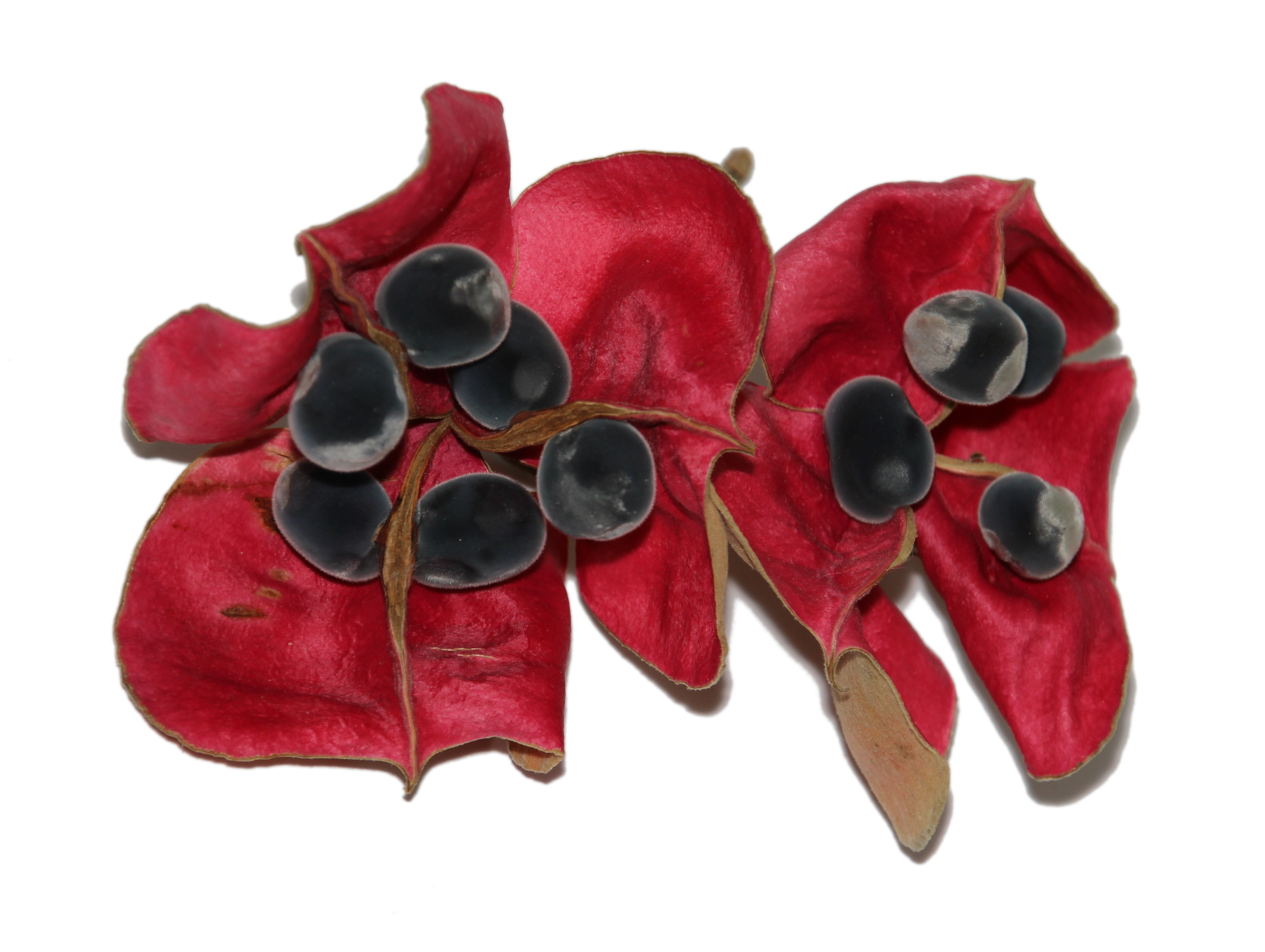
fruits et graines de Majidea zanguebarica